# Andreas Tanzer
Andreas Tanzer (* 3. April 1989 in Garmisch-Partenkirchen) ist ein deutscher Eishockeytorwart, der seit 2010 beim ESC Dorfen in der Eishockey-Regionalliga unter Vertrag steht.

## Karriere
Andreas Tanzer begann seine Karriere 2004 beim SC Riessersee, für den er insgesamt drei Jahre lang in der DNL spielte. Zur Saison 2007/2008 wechselte Tanzer zum EV Landsberg 2000 aus der 2. Bundesliga, für den er insgesamt achtmal in seiner ersten Saison im professionellen Eishockey spielte. Nach dem Abstieg des Teams unterschrieb der Torhüter einen Vertrag bei den Augsburger Panthern aus der DEL.
Dort bestritt er allerdings kein einziges Spiel und wurde mit einer Förderlizenz für den EC Peiting aus der Eishockey-Oberliga ausgestattet, um Spielpraxis zu sammeln.
Die Saison 2010/11 begann Tanzer beim ESV Kaufbeuren aus der 2. Bundesliga, wurde aber Ende Oktober 2010 wieder freigestellt. Seither spielt er für den ESC Dorfen in der viertklassigen Eishockey-Regionalliga.